# 인천영흥고등학교
인천영흥고등학교(仁川靈興高等學校)는 대한민국 인천광역시 옹진군 영흥면 내리에 있는 공립 고등학교이다.

## 학교 연혁
- 1964년 12월 12일 : 영흥중학교 설립 인가(3학급)
- 2012년 3월 2일 : 인천영흥고등학교 개교
- 2012년 3월 2일 : 신입생(중학교) 39명 입학
- 2012년 3월 2일 : 신입생(고등학교) 35명 입학
- 2015년 2월 13일 : 중학교 제48회 41명 졸업(총 2,130명)
- 2015년 2월 13일 : 고등학교 제1회 35명 졸업
- 2022년 9월 1일 : 김병훈 교장 취임
- 2023년 1월 5일 : 중학교 제56회 40명 졸업(총 2,529명)
- 2023년 1월 5일 : 고등학교 제9회 30명 졸업 (총 321명)
- 2023년 3월 2일 : 중학교 51명 입학
- 2023년 3월 2일 : 고등학교 40명 입학

## 참고 자료
- 인천영흥고등학교 - 한국교육학술정보원 학교알리미